# Ludwig Benkert

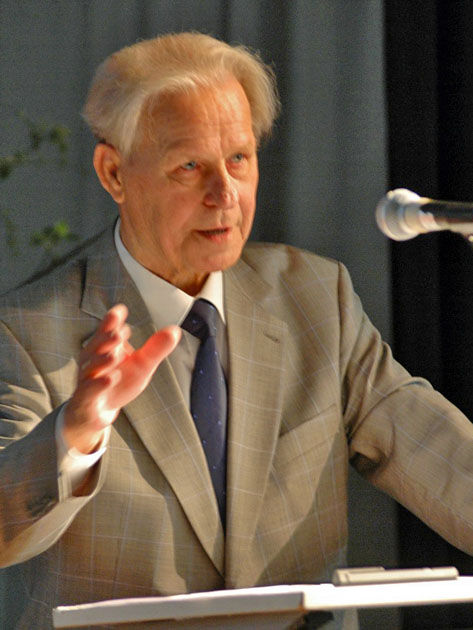
Ludwig Benkert beim Vortrag 2007

Ludwig Benkert (* 10. Dezember 1929 in Wollbach; † 1. November 2012 Bad Neustadt) war ein deutscher Oberstudiendirektor, Heimatforscher, Stadtarchivar und Autor.

## Leben
Ludwig Benkert wurde am 10. Dezember 1929 in Wollbach (Unterfranken) geboren. Er legte 1950 sein Abitur an der Oberrealschule in Bad Neustadt ab. 1961 promovierte er in den Fächern Geschichte und Volkskunde. Ab 1957 war er Lehrer in Neustadt an der Aisch. Später wechselte er an das Gymnasium Bad Neustadt. Ab 1973 leitete er das Stadtarchiv Bad Neustadt. 1985 veröffentlichte er eine umfangreiche Stadtchronik. Benkert starb am 1. November 2012.

## Schriften (Auswahl)
- Der historiographische Merkvers. Bad Neustadt 1963.
- Kgl. Priv. Schützengesellschaft Bad Neustadt 500 Jahre. Bad Neustadt 1975.
- Bad Neustadt an der Saale, die Stadtchronik. Bad Neustadt 1985.
- Das ehemalige Kloster der Karmeliten in Neustadt und seine Bedeutung für das religiöse, kulturelle und gesellschaftliche Leben in Stadt und Umland. Vortrag am 16. April 2002, Bad Neustadt 2003.
- Jakob Preh, Die Ereignisse des 7. April 1945, die zu seinem Tod führten. In: Heimatblätter Rhön-Grabfeld 18 (1995),1, S. f.
- Das Hohntor in Bad Neustadt a. d. Saale. In: Jahrbuch des Landkreises Rhön-Grabfeld 1 (1979), S. 233–234.
- Posthum mit Gensler, Alois, 220-2020 800 Jahre Wollbach – ein Streifzug durch die Dorfgeschichte, Mellrichstadt 2021 (basierend auf Benkerts Vorarbeit vor seinem Tod).